# Girocupolărotondă pentagonală alungită
În geometrie girocupolarotonda pentagonală alungită este un poliedru convex construit prin alungirea unei girocupolerotonde pentagonale (J33) prin inserarea unei prisme decagonale între cele două jumătăți. Este poliedrul Johnson J41. Rotirea oricăreia dintre cupola pentagonală (J5) sau rotonda pentagonală (J6) cu 36° înainte de alungire produce o ortocupolărotondă pentagonală (J32), iar după alungire produce o ortobicupolă pentagonală alungită (J40).

## Mărimi asociate
Următoarele formule pentru arie, A și volum, V sunt stabilite pentru lungimea laturilor tuturor poligoanelor (care sunt regulate) a:
{\displaystyle A={\frac {1}{4}}\left(60+{\sqrt {10\left(190+49{\sqrt {5}}+21{\sqrt {75+30{\sqrt {5}}}}\right)}}\right)a^{2}\approx 33,538532~a^{2},}
{\displaystyle V={\frac {5}{12}}\left(11+5{\sqrt {5}}+6{\sqrt {5+2{\sqrt {5}}}}\right)a^{3}\approx 16,936017~a^{3}.}